# Chaetonerius latifemur
Chaetonerius latifemur är en tvåvingeart som beskrevs av Günther Enderlein 1922. Chaetonerius latifemur ingår i släktet Chaetonerius och familjen Neriidae. Inga underarter finns listade i Catalogue of Life.